# Сельское поселение «Село Утешево»
Сельское поселение «Село Утешево» — муниципальное образование в составе Бабынинского района Калужской области России.
Центр — село Утешево.

## История
Статус и границы сельского поселения установлены Законом Калужской области от 28 декабря 2004 года № 7-ОЗ «Об установлении границ муниципальных образований, расположенных на территории административно-территориальных единиц „Бабынинский район“, „Боровский район“, „Дзержинский район“, „Жиздринский район“, „Жуковский район“, „Износковский район“, „Козельский район“, „Малоярославецкий район“, „Мосальский район“, „Ферзиковский район“, „Хвастовичский район“, „Город Калуга“, „Город Обнинск“, и наделении их статусом городского поселения, сельского поселения, городского округа, муниципального района».

## Население
| 2010  | 2012  | 2013  | 2014  | 2015  | 2016  | 2017  |
| ----- | ----- | ----- | ----- | ----- | ----- | ----- |
| 1299  | ↘1263 | ↘1223 | ↘1168 | ↘1130 | ↘1115 | ↘1106 |
| 2018  | 2019  | 2020  | 2021  |       |       |       |
| ↘1078 | ↘1071 | ↘1049 | ↗1488 |       |       |       |

## Состав
В поселение входят 22 населённых мест:
- село Утешево
- деревня Бровкино
- деревня Внуково
- деревня Волхонское
- деревня Воронино
- село Вязовна
- село Гришово
- деревня Жалобино
- село Извеково
- село Куракино
- деревня Лопухино
- деревня Лычино
- деревня Машкино
- деревня Мелечево
- деревня Нестеровка
- деревня Оликово
- деревня Подолуйцы
- деревня Рыжково
- деревня Свиридово
- деревня Спорное
- деревня Сычево
- деревня Шубино